# Staurogyne brachystachys
Staurogyne brachystachys är en akantusväxtart som beskrevs av Raymond Benoist. Staurogyne brachystachys ingår i släktet Staurogyne och familjen akantusväxter. Inga underarter finns listade i Catalogue of Life.